# Lebedjan
Lebedjan (russisch Лебедянь) ist eine Stadt in der Oblast Lipezk (Russland) mit 21.012 Einwohnern (Stand 14. Oktober 2010).

## Geografie
Die Stadt liegt auf der Mittelrussischen Platte etwa 60 km nordwestlich der Oblasthauptstadt Lipezk am Fluss Don.
Lebedjan ist Verwaltungszentrum des gleichnamigen Rajons.

## Geschichte

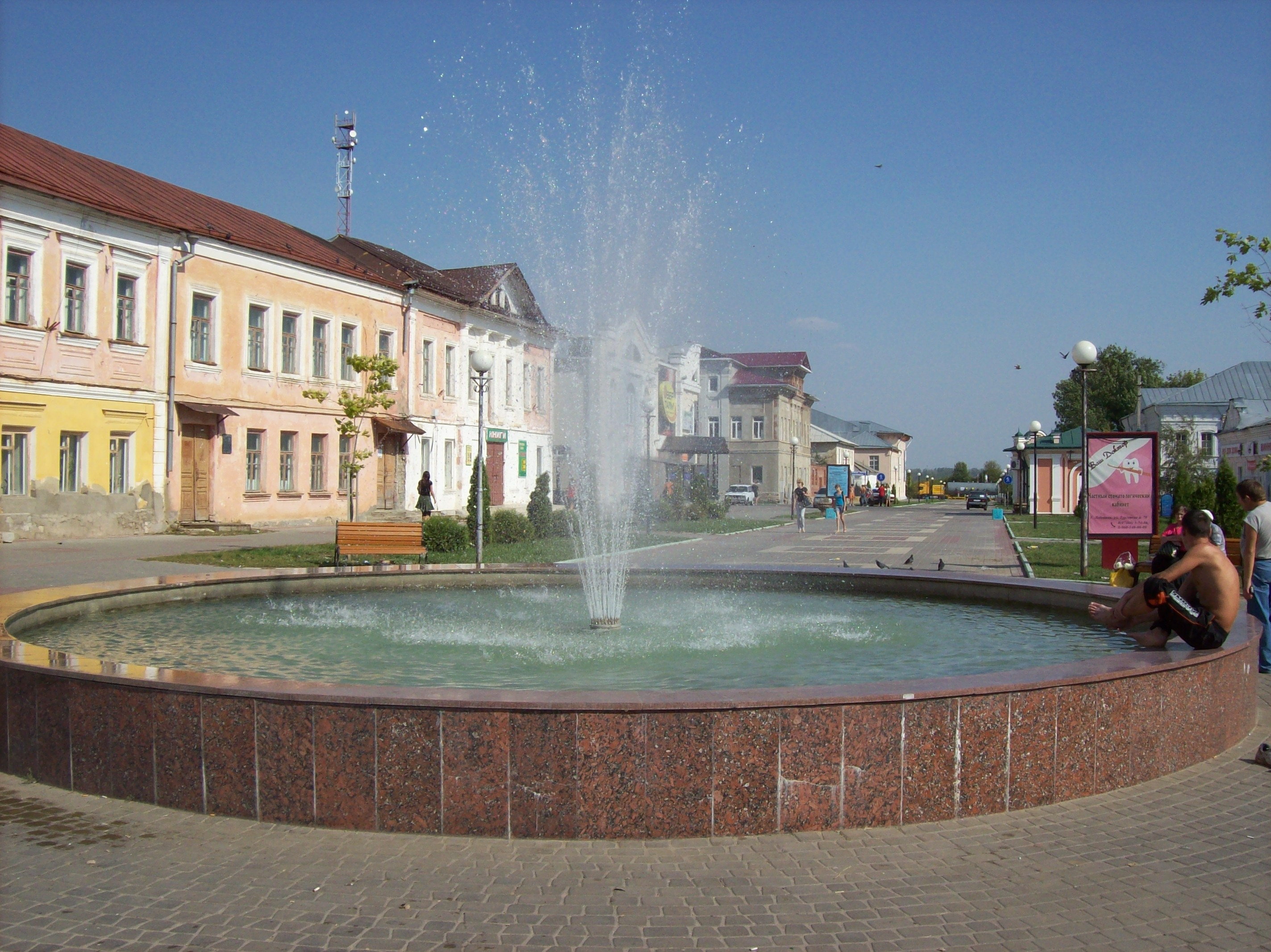
Springbrunnen in der Altstadt

Der Ort wurde am Ende des 16. Jahrhunderts am rechten Donufer als Wachtposten an der damaligen Südostgrenze des Russischen Reiches gegründet und erstmals 1605 urkundlich erwähnt.
Benannt wurde er nach dem nahen Flüsschen und See, die im Dokumenten des 17. Jahrhunderts als Lebedjan bzw. Lebedinoje auftauchen (von russisch lebed für Schwan; vgl. Stadtwappen).
Am 16. September 1779 erhielt der Ort das Stadtrecht als Verwaltungszentrum eines Kreises (Ujesds) im Gouvernement Tambow.
Im 19. und zu Beginn des 20. Jahrhunderts war die Stadt für ihre Pferdemärkte und -rennen bekannt.
In der Stadt bestand das Kriegsgefangenenlager 35 für deutsche Kriegsgefangene des Zweiten Weltkriegs. Dazu gehörten einige große Durchgangslager, die nach Kriegsende geschlossen wurden.

### Bevölkerungsentwicklung
| Jahr | Einwohner |
| ---- | --------- |
| 1897 | 12.774    |
| 1939 | 4.246     |
| 1959 | 8.595     |
| 1970 | 12.298    |
| 1979 | 20.006    |
| 1989 | 22.850    |
| 2002 | 22.966    |
| 2010 | 21.012    |

Anmerkung: Volkszählungsdaten

## Kultur und Sehenswürdigkeiten

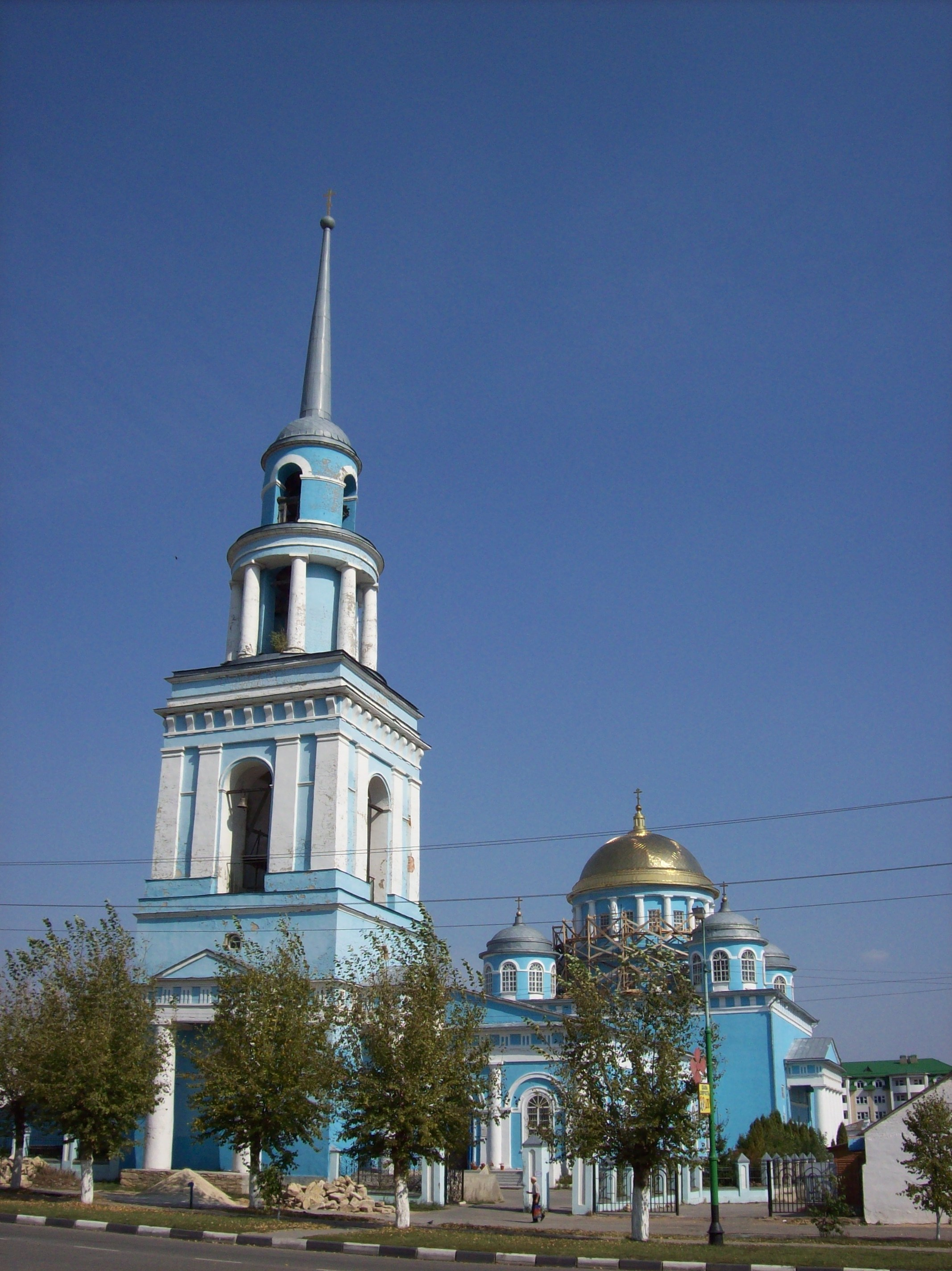
Neue Kasaner Kathedrale

In Lebedjan sind Teile des 1621 gegründeten Dreifaltigkeitsklosters (Троицкий монастырь/Troizki monastyr) mit der Dreifaltigkeitskathedrale (Троицкий собор/Troizki sobor) von 1642 bis 1666, welches jedoch in den 1920er Jahren stark zerstört wurde. Außerdem stehen in der Stadt die Prophet-Elias-Kirche (Ильинская церковь/Iljinskaja zerkow) vom Anfang des 17. Jahrhunderts, die stark beschädigte Mariä-Himmelfahrts-Kirche (Успенская церковь/Uspenskaja zerkow) von 1621, die Gottesmutter-Geburts-Kirche (церковь Рождества Богородицы/zerkow Roschdestwa Bogorodizy) vom Ende des 18. Jahrhunderts, die Alte Kathedrale der Ikone der Gottesmutter von Kasan, kurz Alte Kasaner Kathedrale (Староказанский/Starosanski sobor) von 1771 sowie die Neue Kasaner Kathedrale (Новоказанский/Nowokasanski sobor) von 1828 bis 1836 mit einem 60 Meter hohen Glockenturm.

## Wirtschaft und Infrastruktur
In Lebedjan gibt es Betriebe des Maschinen- und Gerätebaus sowie der Leicht- und Lebensmittelindustrie. Aus Lebedjan stammt der größte Fruchtsafthersteller Osteuropas Lebedjanski, der jetzt in der Stadt einen seiner Hauptproduktionsstandorte unterhält.
Die Stadt liegt an der 1890 eröffneten Eisenbahnstrecke Lew Tolstoi–Jelez. Die Straße R205 Lipezk–Dankow umgeht Lebedjan östlich.

## Söhne und Töchter der Stadt
- Paul von Derwies (1826–1881), Eisenbahnunternehmer und Mäzen
- Konstantin Igumnow (1873–1948), Komponist
- Jewgeni Samjatin (1884–1937), Schriftsteller